# Zak Ketterson
Zak Ketterson (2 aprile 1997) è un fondista statunitense.

## Biografia
Originario di Bloomington e attivo dal gennaio del 2015, in Coppa del Mondo Ketterson ha esordito il 28 dicembre 2021 a Lenzerheide (72º) e ha conquistato la prima vittoria, nonché primo podio, nella staffetta mista disputata il 13 marzo 2022 a Falun; ai Mondiali di Trondheim 2025, sua prima presenza iridata, si è classificato 27º nella 10 km, 41º nello skiathlon e 7º nella staffetta. Non ha preso parte a rassegne olimpiche.

## Palmarès

### Coppa del Mondo
- Miglior piazzamento in classifica generale: 72º nel 2024
- 1 podio (a squadre):
  - 1 vittoria

#### Coppa del Mondo - vittorie
| Data          | Località | Nazione | Spec.                                                            |
| ------------- | -------- | ------- | ---------------------------------------------------------------- |
| 13 marzo 2022 | Falun    | Svezia  | 4x5 km MX (con Rosie Brennan, Scott Patterson e Jessica Diggins) |

Legenda:

MX = mista